# USS Indiana (BB-58)
USS Indiana (BB-58) – amerykański pancernik typu South Dakota, nazwany od stanu Indiana. 
Jego stępka została położona 20 listopada 1939 w stoczni Newport News Shipbuilding & Dry Dock Company w Newport News. Został zwodowany 21 listopada 1941, a matką chrzestną była Lewis C. Robbins, córka gubernatora stanu Indiana Henry’ego F. Schrickera. Pancernik został przyjęty do służby 30 kwietnia 1942 z A.A. Merrillem jako dowódcą.
Brał udział w działaniach II wojny światowej.
Został przeniesiony do rezerwy służbowej (reserve in commission) w Bremerton w stanie Waszyngton 11 września 1946. Został wycofany ze służby 11 września 1947 i przeniesiony do rezerwy, do Floty Rezerwowej Pacyfiku. Po 15 latach w rezerwie został skreślony z rejestru 1 czerwca 1962 i sprzedany na złom

## Odznaczenia
USS "Indiana" otrzymała 9 gwiazd battle star za swoją służbę w różnych kampaniach II wojny światowej.

## Linki zewnętrzne

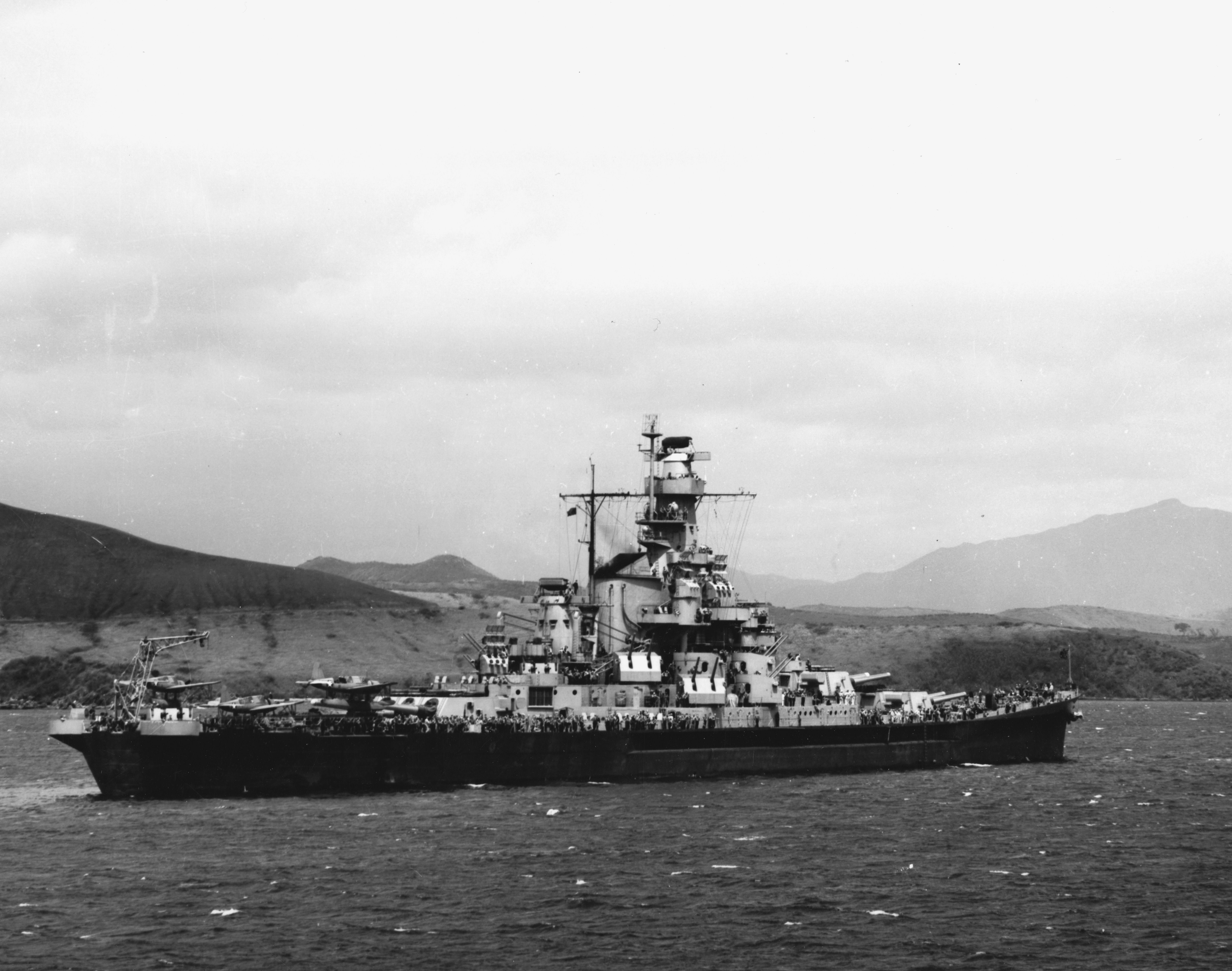
USS "Indiana" w porcie na południowym Pacyfiku w grudniu 1942 roku

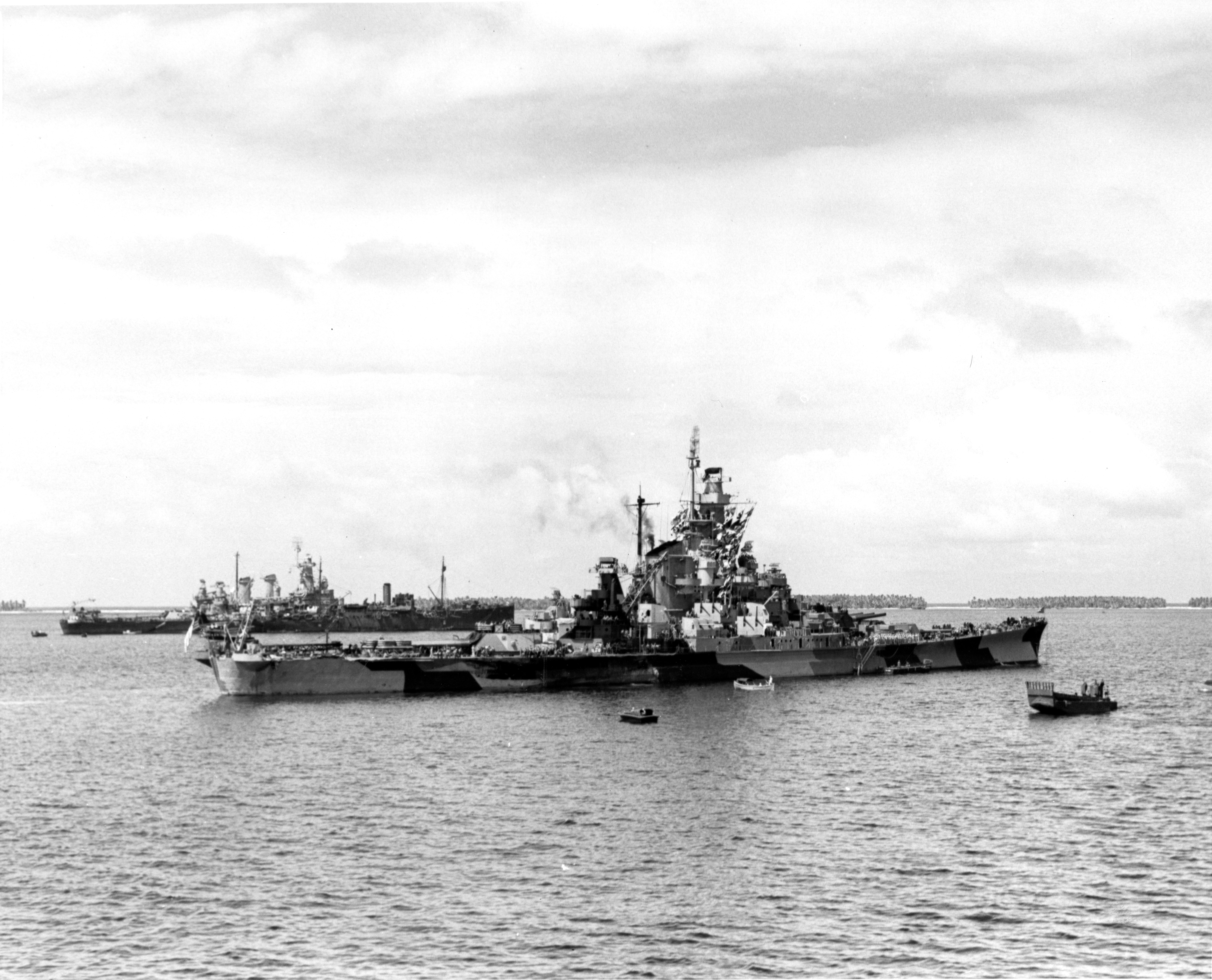
USS "Indiana" na atolu Majuro po kolizji z pancernikiem USS "Washington", luty 1944 roku